# Motorola Moto G
Le Motorola Moto G est une série de smartphones visant le marché de milieu de gamme. Elle se situe entre la série Motorola Moto X (haut de gamme de Motorola) et Moto E (entrée de gamme de Motorola).
La série Moto G est livrée avec un Android Stock, c'est-à-dire Android tel quel conçu par Google, sans surcouche graphique (par-dessus Android) qui serait ajoutée par Motorola. Ces téléphones ont aussi la particularité de ne pas contenir de bloatwares.

## Historique
Le premier modèle est sorti en France le sorti le 19 novembre 2013 (sous Android 4.3). Il s'agit d'un des téléphones les plus compétitifs au niveau du rapport qualité/prix en 2013 avec notamment un écran 4,5 pouces HD, un processeur quad-core et Android 5.1 sans surcouche (4.3 à sa sortie).
L'autre caractéristique du Moto G est sa personnalisation facile à l'aide de façades arrières interchangeables et peu onéreuses (moins de 15 €).
La 4G, le NFC ou encore le port MicroSD étaient absents lors de la sortie en 2013 ; le prix bas limitant les capacités du téléphone. Son prix est de 169,99 € en version 8 Go et 199,99 € en version 16 Go.
Le 13 mai 2014, Motorola annonce le Motorola Moto G 4G, une déclinaison de son smartphone qui a eu du succès, bénéficiant maintenant de la 4G LTE et d'un port micro-SD qui lui faisaient défaut.

## Comparaison des générations

### 2014 à 2021
| Génération                       | 1re                           | 2e                            | 3e                  | 4e                                                | 5e                                | 6e                        | 7e             | 8e                                        | 9e                              |
| -------------------------------- | ----------------------------- | ----------------------------- | ------------------- | ------------------------------------------------- | --------------------------------- | ------------------------- | -------------- | ----------------------------------------- | ------------------------------- |
| Surnom (de gamme)                | G1                            | G2                            | G3                  | G4                                                | G5                                | Moto G6 (en)              | Moto G7 (en)   | Moto G8 (en)                              | Moto G9 (en)                    |
| Année de sortie                  | 2013                          | 2014                          | 2015                | 2016                                              | 2017                              | 2018                      | 2019           | 2020                                      | 2021                            |
| Affichage (pouces)               | 4,5                           | 5                             | 5                   | G4 Play: 5. G4 et G4 Plus: 5,5                    | G5: 5, G5+ et G5S: 5,2, G5S+: 5,5 | 5,7                       | 6,2            | 6,2 à 6,5 (selon variants)                | 6,5 à 6,8                       |
| Mémoire vive                     | 1 Go                          | 1 Go                          | 1 ou 2              | G4 Play: 1 ou 2, G4: 2 ou 3, G4 Plus: 2 à 4.      | G5: 2 à 3. Autres: 3.             | 3                         | 4              | 4                                         | 4 à 6                           |
| Espace de stockage               | 8 ou 16 Go                    | 8 ou 16 Go                    | 8 ou 16 Go          | G4 Play: 8 ou 16, G4: 16 ou 32, G4 Plus: 16 à 64. | G5: 16. Autres: 32.               | 32                        | 64             | 64 (sauf G8 Play: 32)                     | 64 à 128                        |
| Réseau maxi                      | 2 modèles existent (3G ou 4G) | 2 modèles existent (3G ou 4G) | 4G                  | 4G                                                | 4G                                | 4G                        | 4G             | 4G                                        | 4G                              |
| Processeur                       | Snapdragon 400                | Snapdragon 400                | Snapdragon 410      | G4 Play: 410, autres: 617                         | G5 et G5S+: 430, G5+ et G5S: 625  | G6 Play: 430, autres: 450 | Snapdragon 632 | MediaTek Helio ou Qualcomm Snapdragon 665 | Qualcomm Snapdragon 662 ou 730G |
| Version Android d'origine        | 4.3 (MàJ en 5.1)              | 4.4.4 (MàJ en 6)              | 5.1 (MàJ en 6)      | 6 (MàJ en 7)                                      | 7                                 | 8                         | 9              | 10                                        | 11                              |
| Capacité de la batterie (en mAh) | 2070                          | 2070 ou 2390 (4G)             | 2470                | Play: 2800 / Autres: 3000                         | Play: 2800 / Autres: 3000         | Play: 4000 / Autres: 3000 | 3 000 mAh      | 4000 à 5000                               | 5000 à 6000                     |
| Batterie amovible                | Non                           | Non                           | Non                 | Play: Oui / Autres: Non                           | G5: Oui / Autres: Non             | Non                       | Non            | Non                                       | Non                             |
| Nom de code                      | Falcon                        | Titan / Thea (4G)             | Peregrine et Osprey | Merlin                                            | Athenee / Harpia (Play)           |                           |                |                                           |                                 |

Parmi les caractéristiques qui s'améliorent au fil des générations, il y a : la définition d'écran, la version de Bluetooth supportée, la résolution du capteur photographique.
Ils ont tous une caméra et une LED flash sur la face avant.
Note : du fait des multiples variants de chaque modèle, le tableau de la page anglaise de Wikipédia est plus complet.

### Depuis 2021
À partir de 2021, Motorola bouleverse la numérotation de la série G, avec une nouvelle série Moto G (2021) (en) et en supplément de nouveaux modèles tels que: G10, G20, G30, G50 (voir l'article Moto G10 (en)).